# Cebuhoningvogel
De cebuhoningvogel (Dicaeum quadricolor) is een bastaardhoningvogel die alleen voorkomt op de Filipijnse eiland Cebu. De cebuhoningvogel is bijna uitgestorven.

## Kenmerken
De cebuhoningvogel is een kleine gedrongen vogel, hij wordt inclusief staart zo'n 9 centimeter en heeft een vleugellengte van 5 centimeter. Het mannetje heeft een zwarte kop, een rode rug, een geelgroene stuit, zwartblauwe vleugels en staart en een grijswitte borst en buik. Het vrouwtje heeft een donkergrijze kop en rug. Haar borst en buik zijn bruingrijs in plaats van grijswit. Het midden van de borst is geelachtig wit. Een juveniel exemplaar lijkt sterk op het vrouwtje. De korte, vrij dikke snavel van de cebuhoningvogel is zwart, de ogen zijn bruin en de poten zwart. Een vrouwtje of een juveniel exemplaar lijkt sterk op een juveniel exemplaar van de Filipijnse honingvogel (Dicaeum australe). Deze heeft echter een smallere snavel en een donkerbruine bovenkant en een bruingrijze onderkant.

## Status als ernstig bedreigde soort
Van deze ernstig bedreigde vogelsoort werd gedacht dat zij uitgestorven was door de grote mate van ontbossing van het eiland Cebu. In 1992 werd de soort echter herontdekt in het Central Cebu Protected Landscape, nadat de laatste waarneming daarvoor in 1906 was gedaan. Nadien is de soort nog op drie andere plekken waargenomen:het Nug-as bos van Alcoy, Mount Lantoy in Argao en de bossen van Dalaguete. Een andere mogelijke plek waar de cebuhoningvogel zou kunnen voorkomen is Malabuyoc. De populatie wordt geschat op 60 tot 70 volwassen exemplaren. Om een betere bescherming te garanderen pleit BirdLife International ervoor om het gebied rond Mount Lantoy, dat nu alleen de status van bosreservaat heeft, de status van Nationaal park te geven.

## Leefgebied en voedsel en voortplanting
De cebuhoningvogel is meestal in de boomtoppen van de laaglandbossen van Cebu te vinden waar het op zoek is naar de bloemen en fruit van klimplanten en bomen. Er zijn parende exemplaren van deze vogelsoort in juni waargenomen.